# Турецько-британські відносини
Турецько-британські відносини — відносини між Турецькою Республікою та Сполученим Королівством Великої Британії та Північної Ірландії. Обидві держави мають спільне історичне минуле. Туреччина та Велика Британія вже кілька разів воювали, наприклад, у Першій світовій війні. Проте країни були й союзниками, так як у Кримській війні. Наразі обидві країни підтримують відносини через посольство Великої Британії в Анкарі та посольство Туреччини в Лондоні.
Туреччина та Велика Британія підтримують доволі дружні двосторонні відносини. Президент Туреччини Джевдет Сунай здійснив офіційний візит до Великої Британії у листопаді 1967 року. Президент Туреччини Кенан Еврен відвідав Велику Британію у липні 1988 року. Королева Великої Британії Єлизавета II відвідала Туреччину з офіційними візитами у жовтні 1971 року, а також у травні 2008 року. Обидві країни є членами G20, Ради Європи та НАТО.
29 грудня 2020 року Велика Британія підписала угоду про вільну торгівлю з Туреччиною.

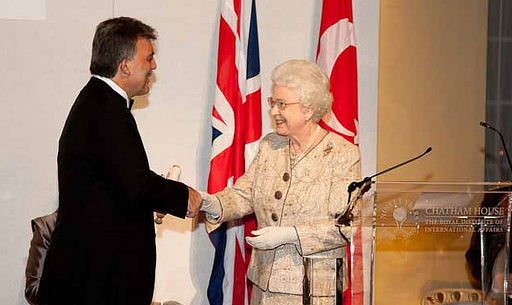
Президент Туреччини Абдулла Гюль та королева Єлизавета II. Великої Британії на церемонії вручення премії «Chatham House», листопад 2010 р.

## Історія
У 1600 році було утворено англо-марокканський союз між Англією та османськими васальними державами узбережжя Барбарі. Британці захищали Османську імперію проти Росії до 1914 року, особливо в часи Кримської війни 1860-х років.

### 20 століття
До 1914 року головним захисником Османської імперії, в першу чергу від російських загроз, була саме Велика Британія. Значних змін турецько-британські відносини зазнали після того, як Німеччина уклала кращу торговельну угоду, і в 1914 році Порта (османський уряд) долучилася до Першої світової війни проти Великої Британії. Відтак два нещодавно придбані кораблі її флоту під командуванням німецького адміралу, укомплектовані німецькими екіпажами, здійснили 29 жовтня 1914 року Чорноморський рейд, несподівану атаку на російські порти. У відповідь на це Росія оголосила війну 1 листопада 1914 року. Союзники Росії, Велика Британія та Франція, оголосили війну Османській імперії 5 листопада 1914 року.
Раніше Палестина була частиною Османської імперії. У Декларації Бальфура 1917 року британська держава висловила прагнення підтримати створення єврейської батьківщини. Англійці раніше дискутували з династією Хашимітів стосовно концепції незалежної арабської держави. Хоча дискусії й не давали ніяких результатів, проте вони свідчили про підтримку незалежної арабської держави з боку Великої Британії в обмін на успішне Арабське повстання під час Першої світової війни. Англійці, за часів генерала Алленби, під час арабського повстання перебували під керівництвом офіцерів британської розвідки. Найбільш відомий із них — Т. Е. Лоуренс, який сприяв розгрому османських військ у 1917 році, коли британські та французькі війська окупували Синай та більшу частину Великої Сирії.
Цю війну виграли союзники, в тому числі Велика Британія. Війська союзників на чолі з Великою Британією зайняли столицю Османської імперії Стамбул.

### 1918—1939

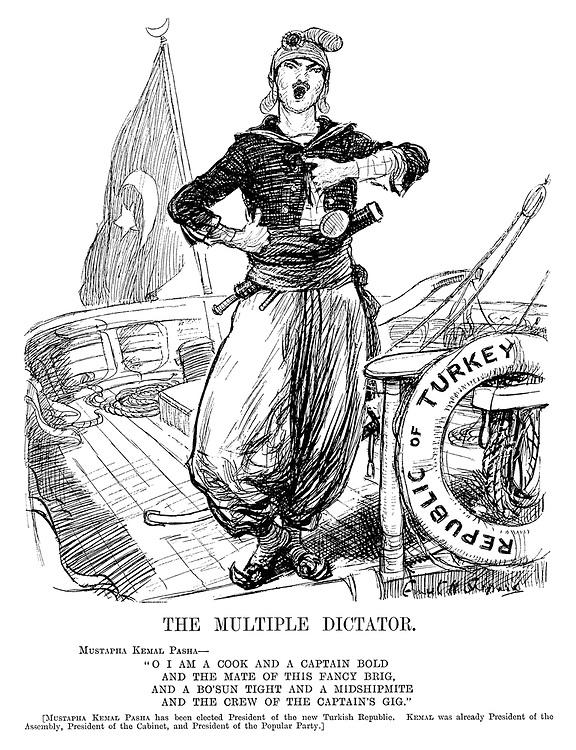
Британська карикатура 1923 року, що сатирично висміює правління Ататюрка в Туреччині.

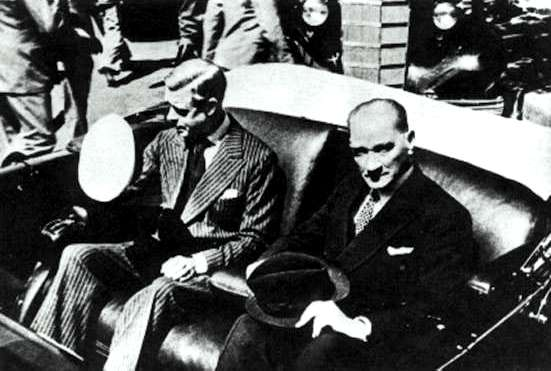
Едвард VIII з президентом Туреччини Мустафою Кемалем Ататюрком у Стамбулі (4 вересня 1936 р.).

Після Першої світової війни османський уряд на чолі з Даматом Ферід-пашею, який говорив, що "покладає свої надії спочатку на Бога, а потім на британський уряд", хотів налагодити тісні відносини з Британією. Однак окупація Стамбула та Ізміра призвела до створення турецького національного руху, який виступив проти британської політики щодо Туреччини і виграв Війну за незалежність Туреччини (1919—1923) під проводом Мустафи Кемаля Ататюрка. Розв'язання Чанацької кризи (вересень-жовтень 1922 року) між Великою Британією та кемалістським урядом в Анкарі призвело до краху міністерства Девіда Ллойд Джорджа 19 жовтня 1922 року та політичної автономії Канади від Великої Британії. 4 жовтня 1923 року окупація Туреччини союзниками завершилася виведенням останніх союзницьких військ зі Стамбула.
У 1930-х роках турецько-британські відносини стали дружніми, і з тих пір вони залишаються такими. Потенційні суперечності, такі як статус провінції Мосул, мілітаризація та доступ до проток Дарданелли і Босфор, були вирішені. Туреччина виступила проти італійського нападу на Абіссінію в Лігі Націй, а тоталітарні держави Європи перебували в процесі переходу від ревізіоністської дипломатії до войовничих дій. Побоювання посилювалися німецькими та італійськими амбіціями у сфері озброєнь.
У 1936 році Туреччина змогла домогтися перегляду повоєнного порядку в Конвенції Монтре за згодою Великої Британії. Коли під час громадянської війни в Іспанії кораблі зазнали нападів невідомих (ймовірно, італійських) підводних човнів у Середземному морі та на шляху до Чорного моря, Франція, Велика Британія і Туреччина розпочали скоординоване патрулювання. Відносини Туреччини з колишнім ворогом часів війни дедалі більше покращувалися. У 1938 році Туреччина і Велика Британія уклали кредитний договір і договір про озброєння, а після знищення Німеччиною Чехословаччини в березні 1939 року Франція і Велика Британія відмовилися від політики умиротворення і спробували сформувати далекосяжний альянс у Південно-Східній Європі в рамках політики стримування. У травні 1939 року Велика Британія виступила з декларацією про підтримку Туреччини, а після початку Другої світової війни Туреччина, Велика Британія і Франція 19 жовтня 1939 року підписали Анкарський тристоронній договір, пообіцявши одна одній взаємну підтримку. Оскільки союзники у Фальшивій війні не надали своєчасної матеріальної, фінансової та промислової підтримки для зміцнення Туреччини, вона залишалася формально союзником, але не перебувала у Дивні війни.

## Кіпрська суперечка
У 1878 році Османська імперія передала острів Кіпр у володіння Великої Британії. У 1914 році на початку Великої війни британська держава формально анексувала Кіпр як британську колонію. Велика Британія утримувала дві суверенні зони військової бази у 1960 році на острові Кіпр.
У червні 1974 року Туреччина вторглась на острів, у відповідь на державний переворот, організований військовою хунтою Греції задля об'єднання острова з материковою Грецією. Внаслідок сутички більше ніж чверть населення Кіпру було вислано з окупованої північної частини острова, де кіпріоти-греки становили 80 % населення. Згодом, через рік, у 1975 році після конфлікту спостерігався потік приблизно 60 000 турецьких кіпріотів з півдня на північ. Вторгнення Туреччини закінчилося поділом Кіпру вздовж Зеленої лінії, яка контролюється ООН, що і досі розділяє Кіпр. У 1983 році Турецька Республіка Північного Кіпру (TRNC) проголосила незалежність. Проте єдиною державою, що визнає її, є Туреччина. Велика Британія підписала Гарантійний договір разом із Грецією та Туреччиною стосовно незалежності та статусу Кіпру.

## Торгівля

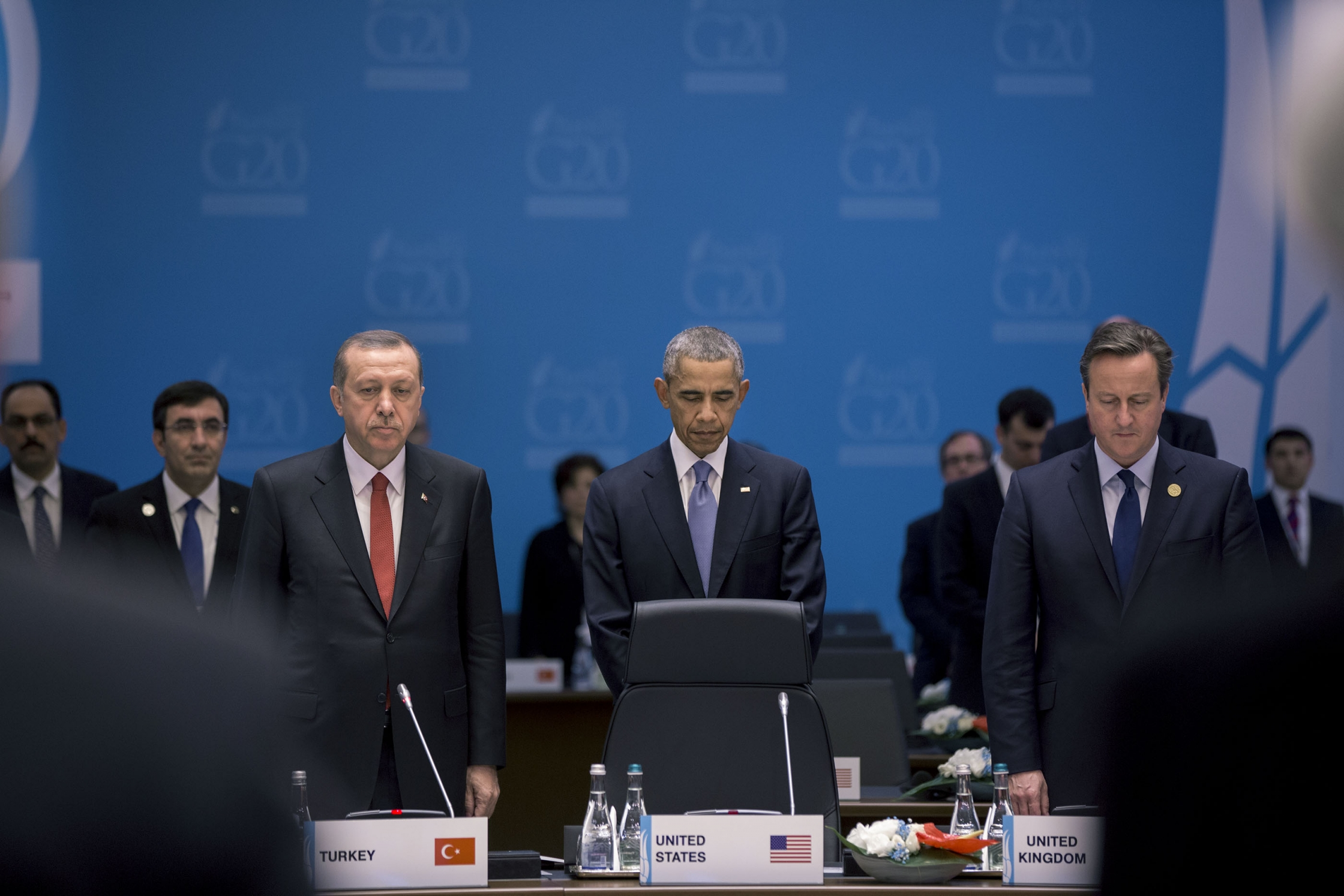
Президент Туреччини Реджеп Тайіп Ердоган та прем'єр-міністр Великої Британії Девід Камерон в Анталії, Туреччина, 2015 рік

Велика Британія є другим за величиною імпортером товарів з Туреччини. Перше місце посідає Німеччина. Близько 8 % від загальної кількості товарів Туреччина відводить на експорт до британської держави. Щорічно близько 2,5 мільйонів жителів Великої Британії відпочивають у Туреччині, в той час, як 100 000 турків виїжджають до Великої Британії для бізнесу чи для задоволення.

## Членство в ЄС
Сполучене Королівство активно підтримує приєднання Туреччини до Європейського Союзу. Відносини ЄС і Туреччини регулює угода про Митний союз, яка набула чинності 31 грудня 1995 р. З 1999 року Туреччина є країною-кандидатом на вступ до Європейського Союзу. У 2010 році було повідомлено ВВС про «гнів» та незадоволення прем'єр-міністра Камерона повільними темпами переговорів турецької держави з Європейським Союзом. Борис Джонсон, прем'єр-міністр Великої Британії, палко підтримував прагнення Туреччини вступити до ЄС. Проте, як прихильник виходу Великої Британії з Європейського Союзу, він навпаки доводить, що Туреччина, як і британська держава, не повинна бути в Євросоюзі. Шоста та сімнадцята за величиною світові економіки (за ВВП), Велика Британія та Туреччина також є другою та сьомою за величиною європейськими економіками відповідно.

## Військова сфера
У січні 2017 року відбувся візит Терези Мей до Туреччини, під час якого представники BAE та TAI підписали угоду на суму близько 100 мільйонів фунтів стерлінгів стосовно надання BAE допомоги у розробці літаків TAI TFX.